# 로라 브레킨리지

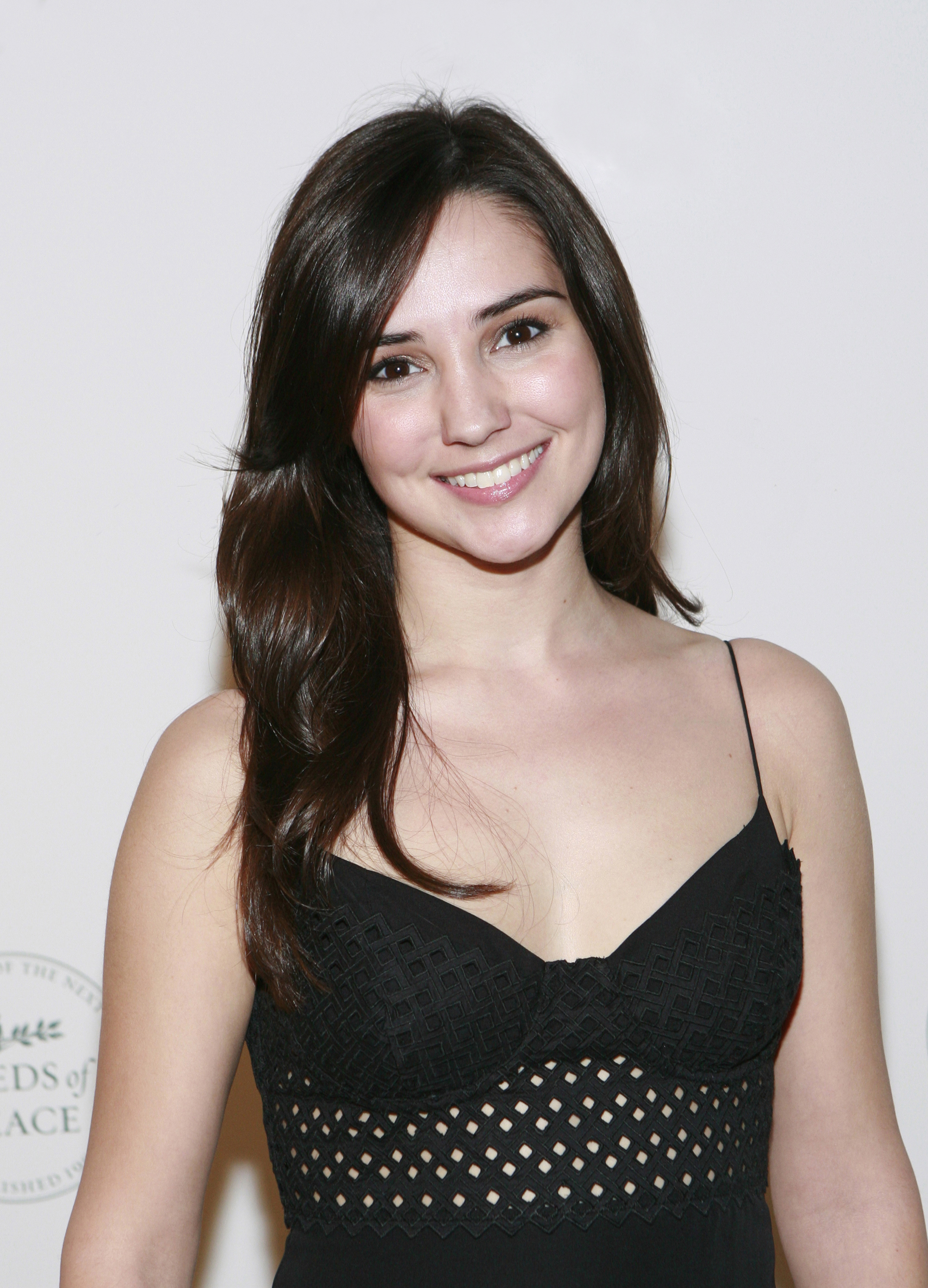

로라 브레킨리지(영어: Laura Breckenridge, 1983년 8월 22일 ~ )는 미국의 배우이다. 펜실베이니아주 출신으로 프린스턴 대학교를 졸업했다. 드라마 《가십걸》, 《몹 닥터》, 《블루 블러드》 등에 조연으로 출연했다.

## 방송
- 릴레이티드
- 가십걸
- 몹 닥터
- 블루 블러드

## 영화
- 보이밴드 (2010년) - 사만다 역
- 히트 앤 런 (2009년)
- 어뮤즈먼트 (2008년)
- 트레 (2007년) - 카밀라 역
- 아이 헤이트 뮤지컬스 (2007년)
- 렛 뎀 치프 어와일 (2007년)
- 사랑하는 애너벨 (2006년) - 콜린스 역
- 페이버 (2006년)
- 하복 (2005년)